# Joaquín Balaguer
Joaquín Antonio Balaguer Ricardo (Navarrete, 1 de setembro de 1906 - Santo Domingo, 14 de julho de 2002) foi um escritor, advogado, diplomata e político dominicano. Foi presidente da República Dominicana nos períodos de 1960 a 1962, 1966 a 1978 e 1986 a 1996.

## Carreira
Seus governos foram caracterizados pela ausência de liberdade de opinião. Ironicamente, foi reconhecido como o "Pai da Democracia Dominicana". Sua personalidade era enigmática e cheia de secretismo herdada da era Trujillo, sua ânsia de permanecer no poder por meio de eleições duvidosas lhe rendeu o apelido de "caudilho". Incentivou o desenvolvimento da infraestrutura urbana do país através da construção de avenidas e prédios; o Farol de Colombo é um dos mais importantes monumentos construídos em seu governo. Encerrou a carreira política após a eleição presidencial de 2000, quando ficou em terceiro lugar.
Balaguer dividiu o Prêmio Nacional de Literatura em 1990, com seu rival político e também escritor Juan Bosch. Ele morreu aos 95 anos, após uma insuficiência cardíaca, no dia 14 de julho de 2002. Mantendo uma discreta vida pessoal, jamais foi casado e também nunca teve um filho oficialmente reconhecido.

## Obras
- Salmos Paganos (1922)
- Claro de Luna (1922)
- Tebaida Lírica (1924)
- Métrica Castellana (1930)
- Heredia: Verbo de la Libertad (1939)
- Azul en los Charcos (1941)
- La Realidad Dominicana (1941)
- El Tratado Trujillo-Hull y la Liberación Financiera de la República Dominicana (1941)
- La Política Internacional de Trujillo (1941)
- Guía Emocional de la Ciudad Romántica (1944)
- Letras Dominicanas (1944)
- Heredia: Verbo de la Libertad (1945)
- Palabras Con Acentos Rítmicos (1946)
- Palabras Con Dos Acentos Rítmicos (1946)
- Realidad Dominicana: Semblanza de Un País y Un Régimen (1947)
- Los Próceres Escritores (1947)
- Semblanzas Literarias (1948)
- En Torno de Un Pretendido Vicio Prosódico de los Poetas Hispanoamericanos (1949)
- Literatura Dominicana (1950)
- El Cristo de la Libertad (1950)
- Federico García Godoy, Antología (1951)
- Federico García Godoy (1951)
- El Principio de Alternabilidad en la Historia Dominicana (1952)
- Décimas, Prólogo y Recopilación (1953)
- Consideración Acerca de la Producción e Inversión de Nuestros Impuestos (1953)
- Apuntes Para Una Historia Prosódica de la Métrica Castellana (1954)
- El Pensamiento Vivo de Trujillo (1955)
- Historia de la Literatura Dominicana (1956)
- Discursos Panegíricos: Política y Educación Política Internacional (1957)
- Cristóbal Colón: Precursor Literario (1958)
- El Centinela de la Frontera: Vida y Hazañas de Antonio Duvergé (1962)
- Vida y Hazañas de Antonio Duvergé (1962)
- El Centinela de la Frontera (1962)
- El Reformismo: Filosofía Política de la Revolución Sin Sangre (1966)
- Misión de los Intelectuales Discursos (1967)
- Con Dios, Con la Patria y Con la Libertad del Discurso (1971)
- Conjura Develada del Discurso (1971)
- Con Dios, Con la Patria y Con la Libertad (1971)
- Ante la Tumba de Mi Madre (1972)
- Temas Educativos y Actividades Diplomáticas (1973)
- La Marcha Hacia el Capitolio (1973)
- Discursos, Temas Históricos y Literarios (1973)
- Temas Históricos y Literarios (1973)
- Temas Educativos y Actividades Diplomáticas (1973)
- Cruces Iluminadas (1974)
- La Palabra Encadenada (1975)
- Crítica e Interpretación (1975)
- La Cruz de Cristal (1976)
- Discursos Escogidos (1977)
- Discurso en el Develamiento de la Estatua del Poeta Fabio Fiallo (1977)
- Crítica e Interpretación (1977)
- Pedestales: Discursos Históricos (1979)
- Huerto Sellado: Versos de Juventud (1980)
- Mensajes al Pueblo Dominicano (1983)
- Entre la Sangre del 30 de Mayo y la del 24 de Abril (1983)
- La Isla al Revés (1983)
- Galería Heroica (1984)
- Los Carpinteros (1984)
- La Venda Transparente (1987)
- Memorias de Un Cortesano de la Era de Trujillo (1988)
- Romance del Caminante Sin Destino, Enrique Blanco (1990)
- Voz Silente (1992)
- De Vuelta al Capitolio (1986-1992) (1993)
- Niña Con Sexo (1995)
- La Isla al Revés (1995)
- Yo y Mis Condiscípulos (1996)
- España Infinita (1997)
- Grecia Eterna (1999)
- La Raza Inglesa (2000)